# Itame grisearia
Itame grisearia är en fjärilsart som beskrevs av Heqvist 1950. Itame grisearia ingår i släktet Itame och familjen mätare. Inga underarter finns listade i Catalogue of Life.